# Robert Wall
Pour les articles homonymes, voir Wall.
Robert Wall (ou Bob Alan Wall) est un acteur, cascadeur, écrivain et producteur américain né le 22 août 1939 à San José et mort le 30 janvier 2022 à Los Angeles,.

## Biographie
Expert en arts martiaux (9° Dan de karaté), Robert Wall est surtout connu pour ses prestations avec Bruce Lee. Il a aussi figuré au casting du Jeu de la mort mais pas dans les scènes que le « Petit Dragon » a tournées. Il faut également savoir qu'avant de tourner avec Bruce Lee, Bob Wall avait été pendant un temps le garde du corps du « Petit Dragon ».

## Filmographie

### Acteur
- 1972 : La Fureur du dragon : Bob
- 1973 : Opération Dragon : Oharra
- 1974 : La Ceinture noire : Mob Henchmen (non crédité)
- 1978 : Le Jeu de la mort : Carl Miller
- 1981 : L'Implacable Ninja : un thug (non crédité)
- 1985 : Sale temps pour un flic : un thug (non crédité)
- 1985 : Invasion U.S.A. : Vince (non crédité)
- 1986 : Le Temple d'or : José
- 1988 : Héros : Wall
- 1994-2001 : Walker, Texas Ranger (TV) : divers rôles (14 épisodes)
- 2004 : Sci-Fighter : l'annonceur de Las Vegas
- 2009 : Blood and Bone : O'Hara

### Cascadeur
- 1972 : La Fureur du dragon
- 1973 : Opération Dragon
- 1974 : La Ceinture noire
- 1978 : Le Jeu de la mort
- 1985 : Sale temps pour un flic
- 1985 : Invasion U.S.A.
- 1986 : Le Temple d'or
- 1988 : Héros
- 1993 : Walker, Texas Ranger (TV)

### Producteur
- 1993 : The Curse of the dragon

## Écriture
- 2003 : The Life and Legend of Bob Wall